# Família Vanúnio
Vanúnio (em latim: Va(h)nunius) ou Vaevuni (em armênio/arménio: Վահևունի; romaniz.: Vahevuni) foi uma família nobre armênia (nacarar) da Antiguidade e Idade Média.

## História
De acordo com a tradição, os Vanúnios eram uma das linhagens que descendiam de Haico, o herói nacional armênio, através de Vaagênio, o equivalente armênio pagão de Héracles. Antes da conversão do Reino da Armênia ao cristianismo, os Vanúnios eram sumo sacerdotes do templo de Vaagênio em Astisata, no cantão de Taraunitis, na província da Turuberânia. Por possuírem fortes laços com o templo orôntida do Sol e da Lua em Armavir, e por sua origem comum com os Aravênios e Zareavânios, presume-se que os Vanúnios são um ramo cadete dos orôntidas. Após a conversão da Armênia, o templo de Astisata foi concedido à família gregórida e os Vanúnios reaparecem governando um domínio em Airarate.
A Lista Militar (Զորնամակ, Zōrnamak), o documento que indica a quantidade de cavaleiros que cada uma das famílias nobres devia ceder ao exército real em caso de convocação, afirma que os Vanúnios podiam arregimentar mil cavaleiros. Em 450-451, Guiute envolveu-se na revolta de Vardanes II contra a autoridade do xainxá sassânida Isdigerdes II (r. 438–457) sobre a Armênia. Em 482, Barsle lutou com os rebeldes de Vaanes I contra o xainxá Perozes I (r. 459–484). Em 555, Vardanes assinou as atas de comparecimento do Segundo Concílio de Dúbio convocado pelo católico Narses II (r. 548/9–557/8). Permaneceram em Airarate até sua eventual migração durante o período árabe à Vaspuracânia. Em meados do século IX, serviam como vassalos da família Arzerúnio e são citados pela última vez em 906.